# Barbula funalis
Barbula funalis là một loài rêu trong họ Pottiaceae. Loài này được Dixon & Badhw. mô tả khoa học đầu tiên năm 1938.